# Дуб Карпінського
Дуб Карпі́нського — ботанічна пам'ятка природи місцевого значення в Україні. Розташована в межах Коломийського району Івано-Франківської області, в селі Голосків, поруч зі старою церковною дзвіницею, біля яру в урочищі «На хащах».
Площа 0,01 га. Статус надано згідно з рішенням обласної ради від 24.03.2011 року № 90-4/2011. Перебуває у віданні Голосківської сільської ради.
Статус надано з метою збереження вікового дуба. Обхват 7,13 м, висота 35 м, вік близько 1000 років. Один з найстаріших дубів України. Дуб носить ім'я відомого польського поета Францішека Карпінського, під яким той любив працювати. У верхній частині дерева є дупло. У 2011 р. за ініціативи Київського еколого-культурного центру отримав статус ботанічної пам'ятки природи.

## Легенди
За однією з легенд, у дубі є потаємні двері, які можуть одчинити тільки обрані. Ключа до тих дверей не шукайте, бо відкрити їх можна тільки вимовивши містичні слова. З-під самого дуба б'є прозоре джерело, яке має неабияку енергію. Старожили говорять, що вода з-під дуба є цілющою. Та щоб переконатися в цьому, скуштуйте її самі.
За іншою легендою, в село одного разу завітав Олекса Довбуш і заховав свій скарб у дубі.

## Виноски
1. 1 2   Шнайдер С. Л., Борейко В. Е., Стеценко Н. Ф. 500 выдающихся деревьев Украины. — К.: КЭКЦ, 2011. — 203 с.

## Ресурси Інтернету
- Фотогалерея самых старых и выдающихся деревьев Украины  [Архівовано 8 квітня 2014 у Wayback Machine.]
- Ботанічна пам'ятка природи місцевого значення «Дуб Карпінського» [Архівовано 22 грудня 2021 у Wayback Machine.]